# ヴァルドッビアーデネ
ヴァルドッビアーデネ（伊: Valdobbiadene）は、イタリア共和国ヴェネト州トレヴィーゾ県にある、人口約10,000人の基礎自治体（コムーネ）。
隣のコムーネであるコネリアーノと共に、この地域で生産されるグレラ品種のブドウのワインであるプロセッコで大変有名であり、2019年にユネスコの世界遺産に登録された。プロセッコは通常、発泡ワインが有名で、この地域のプロセッコ品種から出来る白（発泡）ワイン（DOCワインであるプロセッコ・ディ・コネリアーノ・ヴァルドッビアーデネ（Prosecco di Conegliano-Valdobbiadene）だけが「プロセッコ」と言う名称を使用できる（欧州連合の原産地名称保護制度）。

## 地理

### 位置・広がり

#### 隣接コムーネ
隣接するコムーネは以下の通り。括弧内のBLはベッルーノ県所属を示す。
- セッテヴィッレ（アラーノ・ディ・ピアーヴェ、クエーロ・ヴァス、BL）
- ボルゴ・ヴァルベッルーナ (BL)
- ファッラ・ディ・ソリーゴ
- ミアーネ
- ペデロッバ
- セグジーノ
- ヴィドール

### 気候分類・地震分類
気候分類では、zona E, 2774 GGに分類される。
また、イタリアの地震リスク階級 (it) では、zona 2 (sismicità media) に分類される。

## 行政

### 分離集落
ヴァルドッビアーデネには、以下の分離集落（フラツィオーネ）がある。
- Bigolino, Guia, San Giovanni, San Pietro di Barbozza, Santo Stefano, San Vito

## 姉妹都市
- Mór、ハンガリー

## 世界遺産

### 登録基準
この世界遺産は世界遺産登録基準のうち、以下の条件を満たし、登録された（以下の基準は世界遺産センター公表の登録基準からの翻訳、引用である）。
- (5) ある文化（または複数の文化）を代表する伝統的集落、あるいは陸上ないし海上利用の際立った例。もしくは特に不可逆的な変化の中で存続が危ぶまれている人と環境の関わりあいの際立った例。